# Vertigine (Linea 77)
Vertigine è un singolo del gruppo musicale italiano Linea 77, pubblicato il 26 marzo 2010 come primo estratto dal sesto album in studio 10.

## Video musicale
Il videoclip, diretto da Ena Talakic, è stato pubblicato il 15 aprile 2010 attraverso il canale YouTube del gruppo.

## Tracce
1. Vertigine – 3:13